# Cantone di Saint-Leu-la-Forêt
Il Cantone di Saint-Leu-la-Forêt era una divisione amministrativa dell'arrondissement di Pontoise.
È stato soppresso a seguito della riforma complessiva dei cantoni del 2014, che è entrata in vigore con le elezioni dipartimentali del 2015.
Comprendeva i comuni di:
- Montlignon
- Saint-Leu-la-Forêt
- Saint-Prix